# Diocèse de Lausanne, Genève et Fribourg
Le diocèse de Lausanne, Genève et Fribourg est un diocèse catholique suisse, fondé à la fin du VIe siècle, dépendant directement du Saint-Siège depuis 1801. Son siège est à Fribourg. Son évêque est Charles Morerod, nommé par le Vatican le 3 novembre 2011.

## Territoire
Depuis l'installation du siège épiscopal à Lausanne en 581 jusqu'en 1801, le territoire du diocèse est délimité par le Léman au sud, l'Aubonne et la vallée de Joux à l'ouest, l'Eau Froide, puis les Préalpes vaudoises à l'est jusqu'au lac de Brienz et l'Aar jusqu'à Soleure et l'Erguël au nord.
Au début du XIXe siècle, la France est marquée par la Révolution française débutée en 1789. En 1801, les paroisses de Les Hôpitaux-Neufs et Les Hôpitaux-Vieux, de Jougne et de La Longeville sont alors rattachée à l'archevêché de Besançon car elles se situent sur territoire français. En 1814, le nord du diocèse, avec la paroisse de Soleure, se rattache au diocèse de Bâle. En 1821, le diocèse récupère la partie nord-occidentale du diocèse d'Annecy devenue Suisse en 1815, c'est-à-dire le canton de Genève et l'ouest du canton de Vaud entre l'Aubonne et le canton de Genève.
Les derniers changements territoriaux s'opèrent en 1864. Le canton de Berne, comprenant alors aussi sa partie jurassienne, est transféré dans le diocèse de Bâle.
Depuis, le diocèse est limitrophe du diocèse de Bâle à l'est, des diocèses de Sion et Annecy au sud, du diocèse de Belley-Ars au sud-ouest, ainsi que du diocèse de Saint-Claude et de l'archidiocèse de Besançon à l'ouest. En 2012, le diocèse compte 20 décanats, 248 paroisses regroupées en 52 unités pastorales formées de deux à 17 paroisses. La superficie du diocèse est de 5 566 km2 et la population totale est de 1 610 911, dont 659 751 sont déclarés catholiques, soit 40,96 % de la population. Parmi celle-ci 507 prêtres résident dans le diocèse. 218 y sont incardinés, 46 appartiennent à d'autres diocèses et 243 sont des religieux ou membres de sociétés de prêtres. 4 prêtres du diocèse y résident en dehors, dont Pierre Bürcher ancien évêque du diocèse de Reykjavik et chef de l'Église catholique en Islande. En plus des prêtres, le diocèse compte 24 diacres permanents, 17 religieux, 543 religieuses et 6 séminaristes.

### Organisation
Le diocèse est partagé en cinq vicariats :
1. Bischofsvikariat, vicariat des catholiques alémaniques,
2. Vicariat du canton de Fribourg,
3. Vicariat du canton de Vaud,
4. Vicariat du canton de Neuchâtel,
5. Vicariat du canton de Genève.

## Histoire

### Création du diocèse
Le premier siège épiscopal sur le plateau suisse, alors nommé la Civitas Helvetiorum, a été installé probablement peu après l'an 500, à Vindonissa, c'est-à-dire Windisch dans l'actuelle Argovie, et le premier évêque connu est Bulbucus. En 561, à la mort du roi Clotaire Ier, son royaume est divisé. Sigebert Ier hérite des territoires au nord-est de l'Aar et Gontran ceux au sud-ouest. Dans le sillage de cette division chacun des deux rois souhaite avoir son propre diocèse. C'est pourquoi le diocèse d'Helvétie est divisé en deux : le diocèse d'Aventicum, c'est-à-dire Avenches dans l'actuel Pays de Vaud, pour la partie romane dans le royaume d'Orléans de Gontran et le diocèse de Vindonissa dont le siège sera déplacé à Constance pour la partie alémanique dans le royaume de Reims de Sigebert Ier. Le diocèse d'Avenches est alors suffragant de l'archevêché de Lyon jusqu'en l'an 600 environ.

### Installation à Lausanne
À la fin du VIe siècle, la pression des peuples germaniques venant du nord devient de plus en plus importante et ne se sentant plus en sécurité, dans une ville de plus en plus dépeuplée l'évêque Marius déplace le siège de son diocèse sur la colline de la Cité à Lausanne en 581. En réalité, rien ne prouve que ce soit effectivement Marius qui ait déplacé le siège à Lausanne. Lors du premier concile de Mâcon, qui a lieu la même année, Marius, qui est alors père conciliaire, signe les documents en tant qu'évêque d'Avenches. Il serait donc plus probable qu'il ait résidé dans cette cité. Toutefois, le cartulaire du Chapitre de Notre-Dame de Lausanne soutient que Marius a été enterré dans l'église Saint-Thyrse à Lausanne ainsi que Chilmégésile qui aurait été enterré à ses côtés.

### VIIeauXXIesiècles
Après l'an 600, le diocèse de Lausanne devient suffragant de l'archevêché de Besançon, plus proche que celui de Lyon. Cela va perdurer jusqu'en 1801 où, par décret, Pie VII rend le diocèse directement dépendant du Saint-Siège. Le territoire diocésain n'ayant pas changé depuis 581. Il subit alors plusieurs remaniements jusqu'en 1864 pour atteindre sa forme actuelle. En 1821, après avoir intégré le canton de Genève, le nom du diocèse devient Diocèse de Lausanne et Genève. 123 ans plus tard, en 1924, par la collégiale Saint-Nicolas de Fribourg est érigée en cathédrale et le diocèse prend son appellation de Diocèse de Lausanne, Genève et Fribourg.
En 2015, le diocèse lance sa production de bière, avec une première cuvée nommée Urbi et Ortie. Depuis, le diocèse produit tous les ans une ou plusieurs cuvées, aux noms constitués de jeux de mots, dont les bénéfices sont reversés à des œuvres caritatives.

## Gestion administrative et financière dans le diocèse
L'Église catholique romaine est reconnue de droit public dans les cantons de Vaud et Fribourg, alors que les cantons de Neuchâtel et de Genève sont strictement laïcs. Aussi la direction du diocèse est-elle divisée en deux. L'évêque, ses auxiliaires et les vicaires ont la direction théologique et morale sur le diocèse alors que la direction financière est assurée par les fédérations ecclésiastiques catholiques romaines cantonales. Pour le canton de Vaud, il s'agit de la Fédération ecclésiastique catholique romaine du canton de Vaud (FEDEC-VD) qui embauche les prêtres, agents pastoraux laïcs et tout le personnel travaillant pour l'Église. C'est une institution de droit public vaudois qui s'occupe de la gestion financière et administrative de l'Église. Pour le canton de Fribourg, c'est la Corporation ecclésiastique cantonale (CEC) qui tient un rôle similaire à la FEDEC-VD. Pour le canton de Genève, l'administration est assurée par l'Église catholique romaine-Genève (ECR) qui est une association privée au sens des articles 60 et suivants de code civil suisse. L'État n'intervient donc pas dans la gestion interne. Quant au canton de Neuchâtel, la situation est similaire à celle de Genève. La fédération catholique romaine neuchâteloise (FCRN) est constituée en association privée et assure la gestion administrative et financière de l'Église.

## Héraldique
| Blason de Diocèse de Lausanne, Genève et Fribourg | Blason  | Tiercé en pairle renversé : au premier parti d'argent et de gueules à deux ciboires de l'un en l'autre, au deuxième de gueules à deux clefs d'or croisées en sautoir, au troisième d'azur au bras bénissant, habillé et issant d'un nuage mouvant de la pointe, le tout d'argent Ornements extérieursCroix de procession à une traverse posée en pal derrière l'écu |
| Blason de Diocèse de Lausanne, Genève et Fribourg | Détails | L'écu est divisé en trois parties. Chacune représente un chapitre de chanoines. Au premier il s'agissait des armes du chapitre cathédral de Lausanne, qui a été dissout en 1537 avec l'arrivée de la réforme. Les émaux ont été repris sur les armoiries de la commune de Lausanne. Au deuxième, il s'agissait des armes du chapitre cathédral de Genève, lui-aussi dissout avec la réforme. Finalement, au troisième ce sont les armes du chapitre de Saint-Nicolas à Fribourg. Les trois sont mis ensemble pour représenter l'ensemble du diocèse. Néanmoins, le canton de Neuchâtel a toujours été partie du diocèse de Lausanne et n'est pas représenté sur ce blason,. |

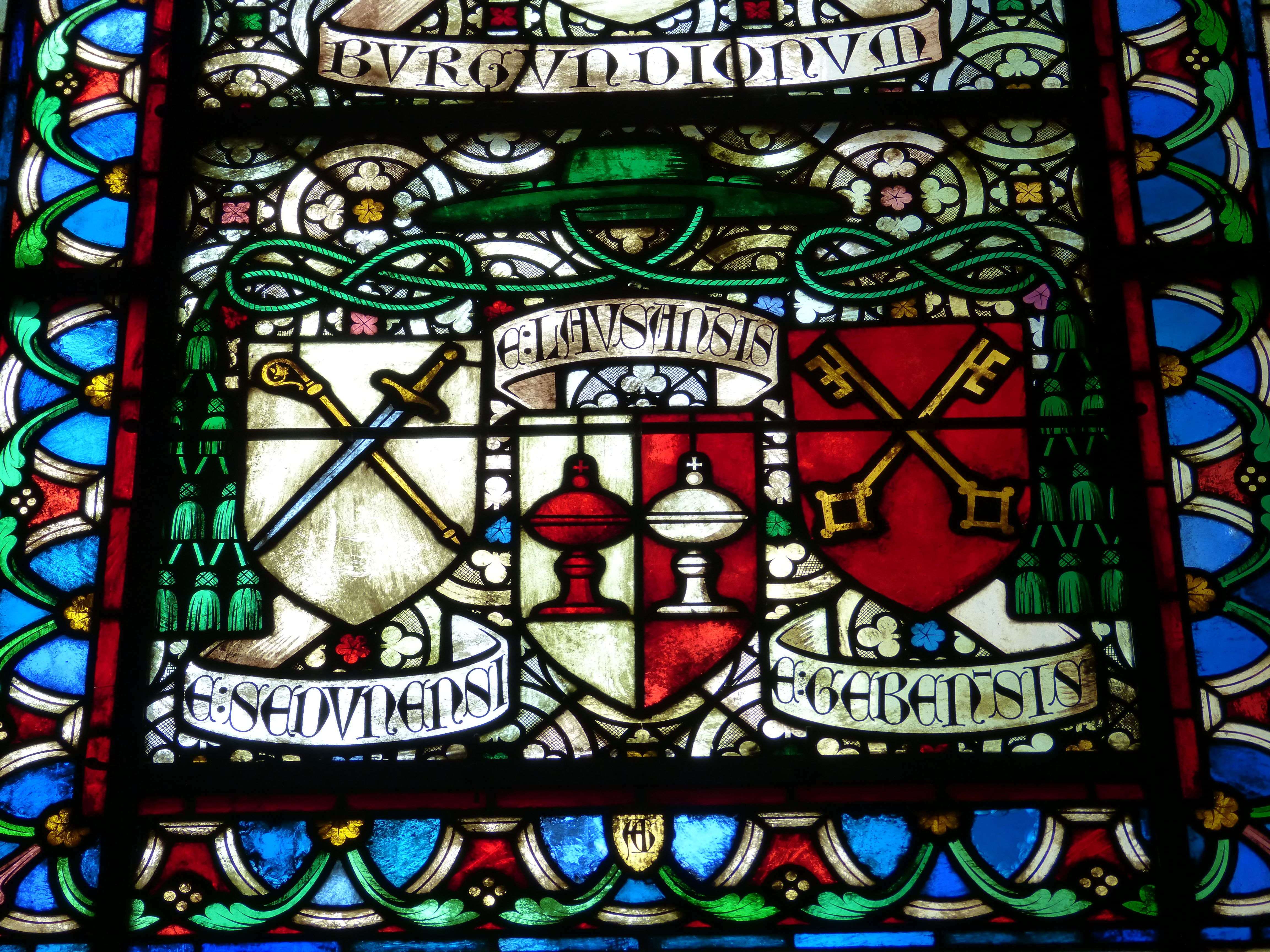
Représentation du diocèse de Lausanne comme un archidiocèse sur un vitrail de la cathédrale de Lausanne.

Sur un vitrail de la cathédrale de Lausanne, une représentation héraldique fait figurer le diocèse de Lausanne comme un archidiocèse, en timbrant son écu d'un chapeau de sinople accompagné d'une cordelière à dix houppes de chaque côté du même. Les deux diocèses suffragants sont celui de Sion, dont les armoiries sont représentées à gauche et celui de Genève dont les armoiries sont représentées à droite.

## Cathédrales et basiliques
Après que Marius d'Avenches a déplacé le siège épiscopal à Lausanne, divers églises abritent la cathèdre. Au XIIe siècle, une cathédrale est construite dans la ville. La cathédrale de Lausanne sera celle du diocèse jusqu'en 1536. Durant cette année les bernois conquièrent le Pays de Vaud et imposent la réforme. Les évêques sont alors en exil et résident dans le duché de Savoie ou dans le royaume de France à Besançon. Depuis 1663, les évêques résident à Fribourg, bien que le siège épiscopal demeure symboliquement à Lausanne. Cette situation change en 1924 lorsque la collégiale Saint-Nicolas de Fribourg est élevée au rang de cathédrale. Ainsi, la cathédrale Saint-Nicolas de Fribourg devient celle du diocèse,.
Les quatre basiliques mineures du diocèse sont la basilique Notre-Dame de Genève, la basilique Notre-Dame de Lausanne, la basilique Notre-Dame de Fribourg, la basilique Notre-Dame-de-l’Assomption de Neuchâtel.

## Évêques
Lors de la vacance du siège épiscopal, il faut nommer un nouvel évêque à la tête du diocèse. Dans le diocèse de Lausanne, Genève et Fribourg, celui-ci est librement nommé par le pape,. L'actuel évêque est Charles Morerod, nommé par le Vatican le 3 novembre 2011,.